# Филодему
«Филоде́му»  (порт. Filodemo, порт. Auto de Filodemo, порт. Comédia de Filodemo) — пьеса Луиша де Камоэнса в 5 актах, которую принято относить к жанру ауто или комедии моралите. Дата создания неизвестна; предполагается, что была написана в зрелом периоде творчества до 1558 года, поскольку известно о постановке пьесы при дворе Франсишку Баррету, вице-короля Португальской Индии между 1555 и 1558 годами. Впервые опубликована посмертно в 1587 году. На русский язык переведена Е. Любимовой.

## Описание
Пьеса является наиболее объёмным и совершенным драматическим произведением Камоэнса, сюжет которой выдержан в манере ауто Жила Висенте Rubena и Dom Duardos. Текст сочинения содержит многочисленные лирические отступления с рассуждениями о природе любви и противостоящих ей социальных барьерах. Произведение частично написано в стихах (редондилья), частично в прозе.
Достойны доверия сведения о возможной постановке ауто по случаю церемонии вступления в должность губернатора Португальской Индии.
Во всех трёх пьесах Камоэнса («Амфитрионы», «Филодему» и «Царь Селевк») присутствует общая составляющая — это тема всепобеждающей силы любви, которая преодолевает любые преграды. В то время как в «Царе Селевке» этой теме уделяется меньше внимания, в двух других ауто она получила более глубокую и сложную разработку с ссылками на литературные, нравственные и цивилизационные авторитеты, что приводит читателя к раздумьям о данном аспекте. «Филодему» представляет собой значимое произведение, без которого невозможно определить всестороннюю оценку творчества и мировоззрения Камоэнса.

## Действующие лица
- Филодему
- Виларду — его слуга
- Диониза — двоюродная сестра Филодему
- Солина — её служанка
- Ванадору
- Горный охотник
- Дориану — друг Филодему
- Пастух (изъясняется на кастильском языке)
- Бобу — сын пастуха
- Флоримена — пастушка, сестра Филодему
- Дон Лузидарду — отец Ванадору и Дионизы, дядя Филодему
- Три танцующих пастуха
- Долорозу — друг Виларду

## Содержание
Действию пьесы предшествует предыстория событий в изложении автора. Не лишено оснований предположение, что любовные отношения Филодему с Дионизой, дочерью феодала, у которого он находится в услужении, носят автобиографические черты.
Некий португальский феодал, оказавшийся волею судьбы в Датском королевстве, своей искренней привязанностью и услужливостью добился любви дочери короля. Ввиду обозначившейся беременности принцессы, влюблённые были вынуждены спасаться бегством на галере в Испанию, где португалец обладал обширными владениями. У берегов Испании корабль попал в сильный шторм, и никому кроме принцессы не удалось спастись. При помощи уцелевшей доски она добралась до берега, где разрешилась от бремени, родив двух близнецов — мальчика и девочку. Вскоре на крик младенцев прибежал живший поблизости пастух, но не смог спасти роженицу. Она уже испустила дух. 
Детей воспитывал пастух. Мальчику дали имя Филодему. Следуя своим врождённым наклонностям, он покинул деревню и отправился в город, где благодаря своим музыкальным способностям и скромности занял высокое положение в доме дона Лузидарду, брата своего отца, которому служил долгие годы, но оба ничего не знали о связывающих их родственных отношениях. Поскольку от своего отца Филодему не унаследовал ничего кроме высоких устремлений, он влюбился в Дионизу, дочь своего господина и дяди. Она же питала благосклонность к его музыкальным пьесам, хотя бы потому, что они не были достойны пренебрежения, и не желала ему зла.
Случилось также то, что Венадору, сын дона Лузидарду, пылкий юноша и большой любитель охоты, однажды в лесу преследовал оленя, отбился от своих и вышел к источнику, где повстречал сестру Филомену, которую все звали Флорименой. Наблюдая за тем, как девушка набирает воду в кувшин, юноша потерял дар речи и не смог уйти от источника до тех пор, пока отец не отправился на его поиски. Пастух, будучи весьма осведомлённым в магическом искусстве, рассказал дону Лузидарду как он нашёл и воспитал девушку. После чего дон Лузидарду не имел ничего против того, чтобы выдать Дионизу, свою дочь и кузину Филодему, за Филодему, а своего сына Венадору женить Флоримене, своей племяннице и сестре Филодему. Дон Лузидарду также не противился тому, чтобы Филодему и Флоримена стали наследниками огромного богатства, оставшегося от их отца.

## Издания
Первая публикация
- Camões, Luis de. Auto de Filodemo // Primeira parte dos Autos e comedias portuguesas / nouamente juntas & emendadas por Afonso Lopez. — 1ª impressão. — [Lisboa]: Andres Lobato, 1587. — P. ff. 144–163. — 179 f p.

В собрании сочинений
- Camões, Luis de. Filodemo // Obras de Luiz de Camões: Redondilhas. Comedias :  [порт.] : in 5 vol. / Editado por Visconde de Juromenha. — Lisboa : Imprensa Nacional, 1863. — Vol. IV. — P. 325–417. — 492 p.

Перевод на русский язык
- Камоэнс, Луис де. Филодемо // Португальская драма / Сост., ред., перевод с португальского Е. Любимовой; статья, коммент. А. Косс. — М.: Искусство, 1984. — С. 172—244. — 352 с. — 10 000 экз.